# Pilar Hidalgo
Pour les articles homonymes, voir Hidalgo.
Pilar Hidalgo, née le 3 mai 1979 à Cee (Province de La Corogne), est un triathlète espagnole, double championne d'Espagne (2003, 2004) et championne du monde d'aquathlon en l'an 2000.

## Palmarès
Le tableau présente les résultats les plus significatifs (podium) obtenus sur le circuit international de triathlon et d'aquathlon depuis 2000,.
| Année | Compétition                              | Pays     | Position           | Temps           |
| ----- | ---------------------------------------- | -------- | ------------------ | --------------- |
| 2009  | Coupe d'Europe - l'étape de Varna        | Bulgarie | Médaille d'or      | 2 h 11 min 24 s |
| 2004  | Coupe du monde - l'étape de Hambourg     | Pays-Bas | Médaille d'argent  | 1 h 58 min 59 s |
| 2004  | Coupe du monde - l'étape de Tiszaújváros | Hongrie  | Médaille d'argent  | 1 h 53 min 0 s  |
| 2004  | Championnat d'Europe                     | Espagne  | Médaille de bronze | 1 h 58 min 8 s  |
| 2004  | Championnat d'Espagne                    | Espagne  | Médaille d'or      | Timing          |
| 2003  | Coupe du monde - l'étape d'Athènes       | Grèce    | Médaille de bronze | 2 h 7 min 13 s  |
| 2003  | Coupe du monde - l'étape de Madrid       | Espagne  | Médaille de bronze | 1 h 59 min 48 s |
| 2003  | Coupe d'Europe - l'étape de Győr         | Hongrie  | Médaille d'or      | 2 h 7 min 44 s  |
| 2003  | Championnat d'Espagne                    | Espagne  | Médaille d'or      | Timing          |
| 2002  | Coupe d'Europe - l'étape de Palerme      | Italie   | Médaille d'argent  | 2 h 8 min 1 s   |
| 2002  | Coupe d'Europe - l'étape de Madrid       | Espagne  | Médaille d'argent  | 2 h 9 min 24 s  |
| 2002  | Championnat d'Espagne                    | Espagne  | Médaille d'argent  | Timing          |
| 2000  | Championnats du monde d'aquathlon        | Mexique  | Médaille d'or      | 0 h 32 min 28 s |
| 2000  | Coupe du monde - l'étape de Cancún       | Mexique  | Médaille de bronze | 2 h 0 min 21 s  |
| 2000  | Coupe du monde - l'étape de Tokyo        | Japon    | Médaille de bronze | 2 h 3 min 31 s  |
| 2000  | Championnat d'Espagne                    | Espagne  | Médaille d'argent  | Timing          |